# Försterei Zesch am See

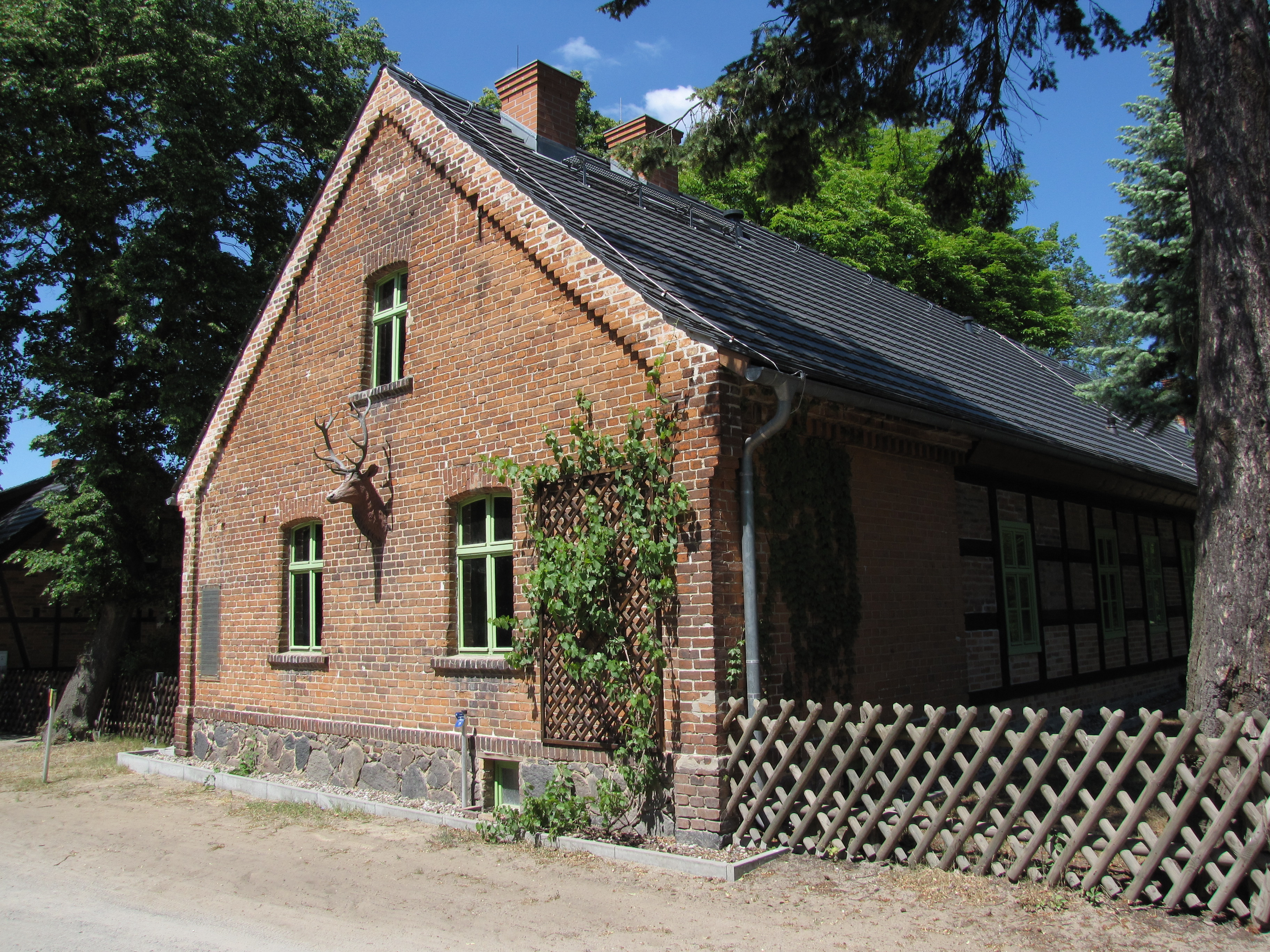
Hauptgebäude der Försterei

Die Försterei mit Hauptgebäude, Stallgebäude, Scheune und Keller ist ein denkmalgeschütztes Gebäude in Zesch am See. Der Gemeindeteil gehört zum Ortsteil Lindenbrück der Stadt Zossen im Landkreis Teltow-Fläming in Brandenburg.

## Lage
Das Gebäudeensemble befindet sich an der Kreuzung der Straße Am Dorfplatz 11 und der Straße Unter den Eichen im Zentrum des Gemeindeteils.

## Geschichte
Das Hauptgebäude entstand vermutlich im späten 18. oder frühen 19. Jahrhundert. Auf dem Ur-Messtischblatt von 1841 ist bereits ein Gebäude verzeichnet, was jedoch zu dieser Zeit zum Gut des Grafen von Solms-Baruth gehört haben muss, denn: Erst 1891 wurde in Zesch ein Forsthaus erwähnt. Die weitere Bebauung erfolgte in der zweiten Hälfte des 19. Jahrhunderts. Daneben sind weitere Umbauten aus dem 20. Jahrhundert bekannt. In den Jahren 2006 und 2007 sanierte die Oberförsterei die Gebäude.

## Architektur

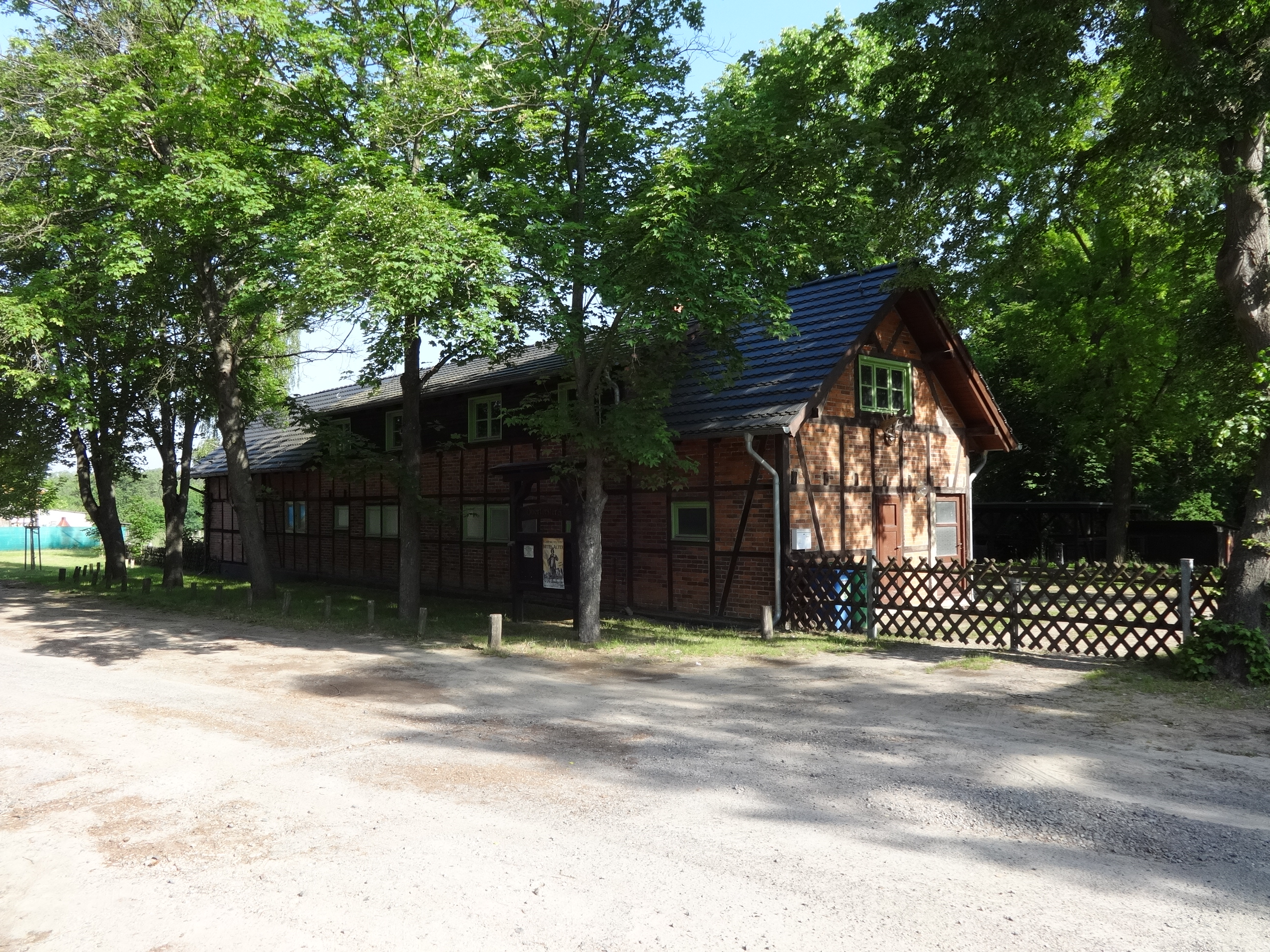
Stall

Das Ensemble besteht aus dem frei stehenden Hauptgebäude, einem Stall, einer Scheune sowie einem Keller. Das Hauptgebäude wurde aus Fachwerk errichtet, dessen Gefache mit rötlichen Mauerziegeln bestehen. Es fußt auf einem Sockel aus Feldsteinen, der mit einer ersten Lage Mauerziegeln vom übrigen Gebäude optisch abgetrennt ist. Die südliche Wand sowie der Giebel sind ausschließlich aus Mauerziegeln errichtet. Im Untergeschoss sind zwei, im darüber befindlichen Giebel ein mittig eingelassenes, bienenkorbförmiges Fenster vorhanden. Diese Form wurde in den Längsseiten auf Grund der Fachwerkbauweise nicht aufgenommen. Hier sind die Fenster rechteckig und schlicht ausgeführt. Die Ecken des Gebäudes sind durch Lisenen aus Mauerziegeln hervorgehoben, ebenso der Giebel, der mit einem Fries verziert wurde. Das einfache Satteldach ist mit schwarzen Ziegeln gedeckt. Im nördlichen Teil befand sich die Wohnung des Försters, im südlichen dessen Amtsräumlichkeiten. Darunter lag ein vergleichsweise großer und aufwändig gearbeiteter Keller mit einem Tonnengewölbe, der vermutlich bereits im 16. oder frühen 17. Jahrhundert entstand. Experten gehen davon aus, dass dieser Keller auch für den Weinbau genutzt wurde, der zu dieser Zeit auf einem rund 12 Hektar großen Areal südlich des Dorfes praktiziert wurde.
In einem rechten Winkel zu diesem Gebäude steht in einigen Metern Abstand ein Wirtschaftsgebäude. Auch dieses wurde in Fachwerk mit Ziegelausfachungen errichtet. Es ist ebenfalls eingeschossig und mit einem Satteldach versehen.